# Jan Karski
Jan Karski (24 juny 1914 – 13 juliol 2000) va ser un soldat polonès, lluitador de la resistència polonesa, i diplomàtic durant Segona Guerra Mundial. És conegut per haver-hi actuat com a missatger entre els anys 1940–43 entre la resistència polonesa i el Govern polonès a l'exili, així com amb els aliats Occidentals sobre la situació a la Polònia ocupada pel règim Nazi. Va informar sobre la situació de Polònia durant l'ocupació, sobre el gueto de Varsòvia i sobre els camps d'extermini en territori polonès.
Karski va emigrar als Estats Units després de la guerra, on va completar un doctorat i va exercir la docència a la Universitat de Georgetown, com a professor de relacions internacionals i història polonesa. Va viure a Washington DC fins a la seva mort. No va parlar públicament sobre la seva missió durant la guerra fins a l'any 1981, quan va ser convidat com a ponent a una conferència sobre l'alliberament dels camps de concentració. Karski va oferir el seu testimoni al documental de Claude Lanzmann Shoah (1985), sobre l'Holocaust. L'any 2010, el mateix director va publicar un nou documental anomenat L'"Informe Karski", on Lanzmann aprofundia sobre les trobades de Karski amb el president Franklin D. Roosevelt i altres líders estatunidencs l'any 1943.
Karski més tard va declarar: «vaig voler salvar milions, i no vaig ser capaç de salvar un home.»

## Primers anys
Jan Karski va néixer el 24 de juny de 1914 a Łódź, Polònia, el dia de Sant Joan. D'acord amb el costum polonès de posar nom als infants d'acord amb els sants celebrats el dia del seu naixement, va rebre el nom de Jan (l'equivalent polonès de Joan). Erròniament, la data de naixement que consta al registre baptismal, és el 24 d'abril.

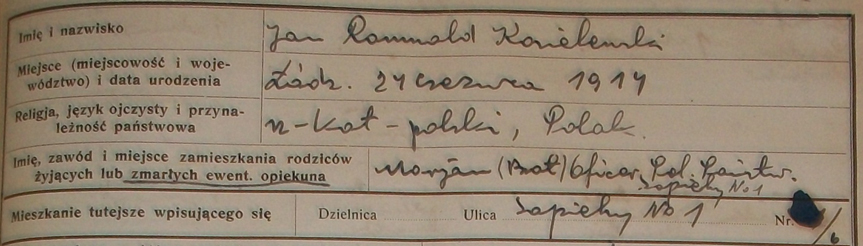
Document manuscrit de Jan Kozielewski anterior a la Segona Guerra Mundial, mostrant la data de naixement dels arxius de Lviv

Karski va tenir diversos germans i una germana. Educats en la religió catòlica, Karski va romandre catòlic al llarg de la seva vida. El seu pare va morir quan era jove i la seva família va patir dificultats econòmiques. Karski va créixer en un veïnat multicultural, on la major part de la població era jueva.
Després d'una formació militar intensiva a la prestigiosa escola per agents d'artilleria muntada a Włodzimierz Wołyńesquí, es va graduar com a primer de la seva promoció l'any 1936, i es va incorporar al 5è Regiment d'Artilleria Muntada. Aquest regiment era la mateixa unitat militar on servia el Coronel Józef Beck, que posteriorment esdevindria ministre d'Afers Estrangers.
Karski va completar la seva formació diplomàtica entre 1935 i 1938 en diverses estades a Romania (dues vegades), Alemanya, Suïssa, i el Regne Unit, i va passar a formar part del Servei Diplomàtic. L'1 de gener de 1939 començà a treballar al ministeri polonès d'Afers Estrangers.

## Segona Guerra Mundial
Durant la Campanya de Polònia, el 5è Regiment de Kozielewski era una unitat de la Brigada de Cavalleria de Polònia que, juntament amb l'Armia Krajowa, era l'encarregada de defensar l'àrea entre Zabkowice i Częstochowa. Després de l'última Batalla de Tomaszów Lubelski el 10 de setembre de 1939, algunes unitats, incloent-hi la bateria d'artilleria de Kozielewski, van ser capturades per l'Exèrcit Vermell quan provaven d'arribar fins a Hongria. Kozielewski va ser fet presoner i internat al camp de Kozielszczyna (actualment a Ucraïna). Va aconseguir ocultar el seu grau militar, i després d'intercanviar el seu uniforme amb un altre presoner, va aconseguir ser transferit als alemanys, i així va escapar de la massacre de Katyn duta a terme per l'exèrcit soviètic.

### Resistència

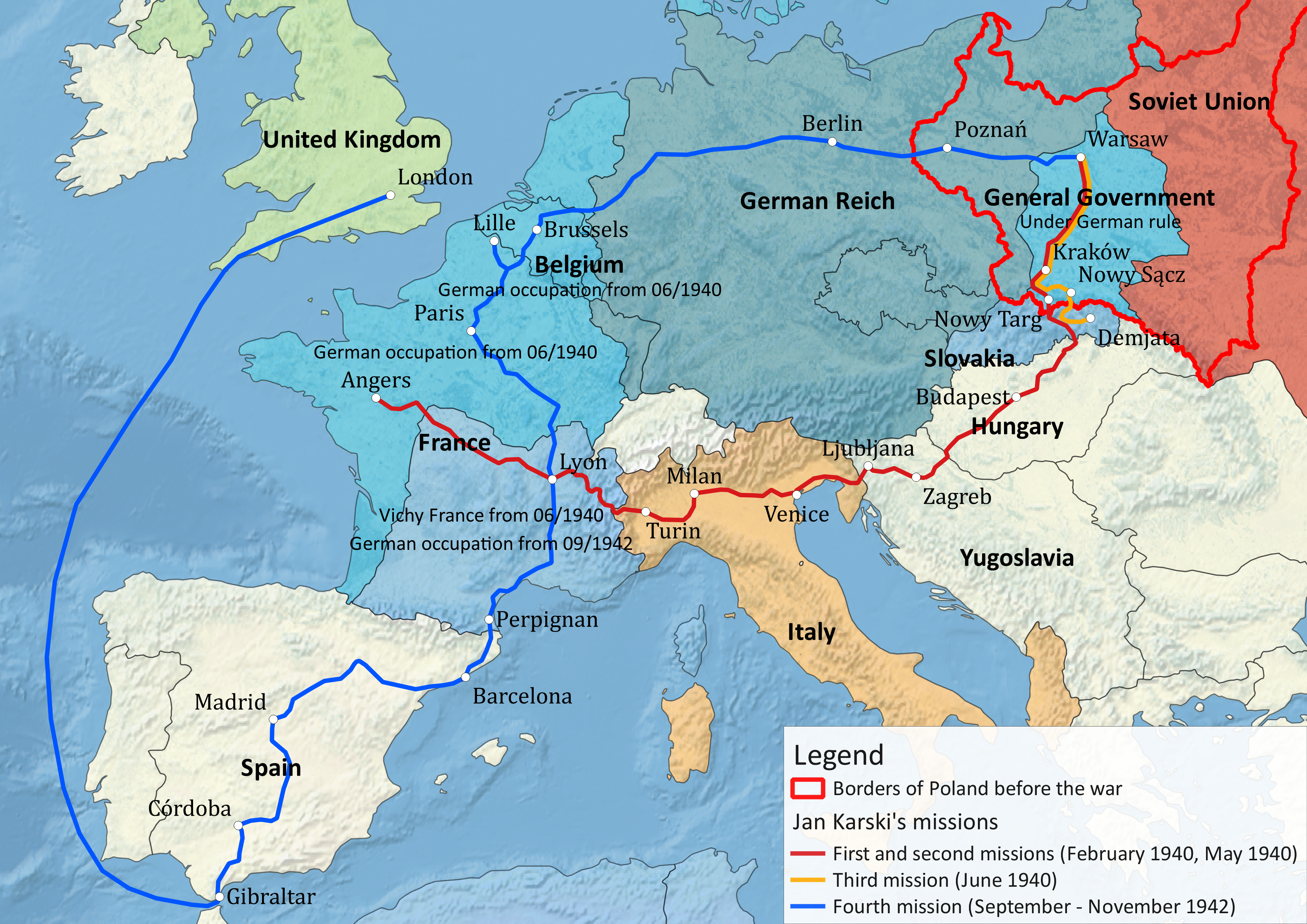
Jan Karski missions

El novembre de 1939 Karski aconsegueix escapar d'un tren amb presoners de guerra que es dirigia cap al Govern General (part de Polònia que no hi havia estat incorporada al Tercer Reich), i arribar a Varsòvia. Allà entra en contacte amb la resistència i s'uneix a l'SZP (Służba Zwycięstwu Polski) – el primer moviment de resistència dins l'Europa ocupada, organitzat pel General Michał Karaszewicz-Tokarzewski.
A partir d'aquell moment comença a operar amb el pseudònim de Jan Karski, que més tard va adoptar com a nom legal. Al llarg de la Segona Guerra Mundial, va fer servir altres pseudònims com Piasecki, Kwaśniewski, Znamierowski, Kruszewski, Kucharski, i Witold. A partir de gener de 1940, Karski va començar a participar com a emissari entre la resistència polonesa i el Govern polonès a l'Exili, establert en aquell moment a París, transportant informes secrets. Durant una d'aquestes missions, al juliol de 1940, va ser arrestat per la Gestapo a Eslovàquia. Severament torturat, és finalment transportat a un hospital com a conseqüència d'un intent de suïcidi, d'on aconsegueix escapar gràcies a la Resistència. Després d'un període curt de rehabilitació, va retornar al servei actiu, aquest cop va col·laborar en tasques de propaganda i desinformació.

El 1942, l'oficina del Delegat del Govern polonès a l'interior encarrega a Karski la missió de viatjar a Londres amb l'objectiu d'informar els representants del Govern Polonès a l'exili, així com a la societat britànica i representants dels governs aliats, sobre la situació a Polònia i les atrocitats realitzades pels Nazis al pais. Durant les setmanes prèvies a la seva sortida de Polònia, Karski s'entrevista amb Leon Feiner, líder del Bund, i amb el líder de l'organització Sionista, amb qui s'infiltra per dos cops al Gueto de Varsòvia.
La meva feina era només caminar. I observar. I recordar. L'olor. Els nens. Bruts. Ajaguts a terra. Vaig veure un home dret amb els ulls en blanc. Li vaig preguntar al guia: què fa? El guia em va xiuxiuejar: «només s'està morint». Recordo la degradació, la inanició i els cossos morts al carrer. Mentre caminàvem pels carrers, el meu guia no deixava de repetir: «Observa, recorda, recorda». I vaig recordar. Els carrers bruts. La pudor. A tot arreu. Asfixiant. Angoixant.
Disfressat com un guàrdia ucraïnès, es va infiltrar a un camp de trànsit proper al camp de la mort de Belzec, ubicat al poble de Izbica Lubelska, a mig camí entre Lublin i Serłżec.